# Raïon de Babrouïsk
Le raïon de Babrouïsk (en biélorusse : Бабруйскі раён, Babrouïski raïon) ou raïon de Bobrouïsk (en russe : Бобруйский район, Bobrouïski raïon) est une subdivision de la voblast de Moguilev, en Biélorussie. Son centre administratif est la ville de Babrouïsk, qui est subordonnée à la voblast et n'en fait pas partie.

## Géographie
Le raïon couvre une superficie de 1 599,05 km2, dans l'ouest de la voblast. Le raïon de Babrouïsk est limité au nord par le raïon d'Assipovitchy, le raïon de Klitchaw et le raïon de Kirawsk, à l'est par la voblast de Homiel (raïon de Rahatchow), au sud par la voblast de Homiel (raïon de Jlobine, raïon de Svetlahorsk et raïon d'Aktsiabarski), et à l'ouest par le raïon de Hlousk.

## Histoire
Le raïon de Babrouïsk a été créé le 4 août 1927.

## Population
Les résultats des recensements de la population (*) font apparaître une baisse rapide de la population du raïon depuis 1959 au profit de la ville de Babrouïsk, qui n'en fait pas partie :
| 1959*  | 1970*  | 1979*  | 1989*  | 1999*  | 2009*  |
| ------ | ------ | ------ | ------ | ------ | ------ |
| 57 089 | 52 671 | 39 512 | 32 132 | 27 093 | 20 660 |

### Nationalités
Selon les résultats du recensement de 2009, la population du raïon se composait de trois nationalités principales :
- 84,1 % de Biélorusses ;
- 11,9 % de Russes ;
- 1,1 % d'Ukrainiens.

### Langues
En 2009, la langue maternelle était le biélorusse pour 70,3 % des habitants du raïon de Babrouïsk et le russe pour 28,7 %. Le biélorusse était parlé à la maison par 44,5 % de la population et le russe par 54,4 %.